# 姜完美
姜完美（1997年2月15日—）是一名越南流行音樂女歌手。 完美的流行歌手之路是從2014年的高收視電視真人秀歌唱節目《越南版X音素》（The X Factor Vietnam）正式展開，她在這場比賽中得到第十二名。 2025年，姜完美加入了《美丽女孩说嗨》电视节目。

## 歌手职业

### 才藝大賽
- 2014年参加第一季《越南版X音素》最后进入12强而出道。
- 2017年获得《第一的化身》的冠軍。
- 2025年，姜完美加入了《美丽女孩说嗨》电视节目。

### 著名歌曲
- 2018年: 《陌生人啊》（越南语：Người lạ ơi）
- 2018年: 《情人啊》（英國语：Tình nhân ơi）
- 2020年: 《真爱》（越南语：Chân ái）

## 主要獎項
| 年分 | 授獎名稱               | 獎項           | 作品名稱 | 結果 |
| ---- | ---------------------- | -------------- | -------- | ---- |
| 2018 | 第20届Mnet亞洲音樂大獎 | 最佳亞洲新人獎 | 不適用   | 獲獎 |